# Kameliyeh
Kameliyeh (tiếng Ả Rập: الكاملية) là một ngôi làng Syria nằm ở phó huyện Wadi al-Uyun ở huyện Masyaf, Hama. Theo Cục Thống kê Trung ương Syria (CBS), Kameliyeh có dân số 535 người trong cuộc điều tra dân số năm 2004.